# سيرة الإسكندر
سيرة الإسكندر هي قصة شعبية عربية من القرن الثالث عشر تدور حول حياة الإسكندر الأكبر. تنتمي تلك السيرة الى نوع السيرة الشعبية.
هو المصدر الأكثر احتمالا لحكايات ذو القرنين المنشورة بلغة ملايو.

## تاريخ
نشأت السيرة بشكل شفهي لتخليد ملاحم الإسكندر، ولم يُوثّق الأداء الشفهي لسيرته بشكل جيد مع ذلك. سجّل المستكشف الهولندي أولريش جاسبر سيتزن حكايات شفهية لسيرة الإسكندر في القاهرة في أوائل القرن التاسع عشر. كتب الشكل المكتوب للسيرة أبو إسحاق إبراهيم بن مفرج الصوري في أواخر القرن الثالث عشر. تعتبر تلك السيرة أطول رواية عربية للإسكندر تتكون من 305 صحيفة (أكثر من 600 صفحة). وهي محفوظة في اثنتي عشرة مخطوطة لا يحتوي معظمها على النص الكامل. تسمي الغالبية العامة راوي السيرة بالحكواتي، والذي كان من مواطني مدينة صور اللبنانية.
تختلف تلك السيرة عن قصة الإسكندر، النسخة العربية للرواية الرومانسية اليونانية الإسكندرية القديمة، وهي عمل أدبي ليس شائعًا. تروي السيرة قصة مختلفة تمامًا عن تلك الموجودة في قصة الإسكندر أو في حكايات ذي القرنين العربي. يستشهد الصوري بكعب الأحبار وهب بن منبه كأحد مصادره الرئيسية، كما يستشهد أحياناً بأبو الحسن البكري، ولا يذكر المصادر بشكل عام رغم ذلك. تتميز سمات للسرد كما يوحي العنوان الطويل ببروز الخضر كرفيق الإسكندر في جميع مغامراته، وليس فقط في أرض الظلام.
تعتبر شاهنامة الفردوسي ونهاية الأرب في أخبار الفرس والعرب في القرن التاسع (لتحول الإسكندر إلى التوحيد) من بين المصادر التي يمكن تحديدها ولم تُذكر في السيرة.

## ملخص
يظهر الإسكندر في السيرة ابنًا لداراب، أمير السلالة الأخمينية في بلاد فارس، وناهد ابنة الملك فيليب الثاني ملك مقدونيا. وُلد الإسكندر سرًا في بلاط الملك فيليب وترعرع على يد أرسطو . خلف الإسكندر فيليب كملك لمقدونيا، بينما خلف أخيه غير الشقيق دارا أبيه على عرش بلاد فارس. يتحارب الاثني وينتصر الإسكندر ويموت دارا بين ذراعيه.
يقع الإسكندر تحت تأثير الشيطان إبليس بعد عودته إلى مقدونيا، حتى أعاده الخضر إلى الصراط المستقيم، وأقنعه أن لديه مهمة إلهية: وهي نشر التوحيد في العالم كله. يسافر الاثنان أولاً إلى الغرب ثم إلى الشرق، لينشروا التوحيد بين الناس أينما ذهبوا. ثم يبني الإسكندر السد الشهير الذي يحصر يأجوج ومأجوج قبل الانطلاق إلى أرض الظلام للعثور على ينبوع الشباب. يمنعه الملك إسرافيل من الوصول إلى الماء، ويعطيه بدلاً من ذلك حجر العجائب. كتب الإسكندر بعد ذلك رسالة تعزية إلى والدته ومات ودُفن في الإسكندرية.
تحتوي بعض المخطوطات على نهاية بديلة تستند إلى الأيام الأخيرة للإسكندر كما ذُكرت في قصة الإسكندر. تعتبر تلك النهاية واحدة من أربعة نهايات وُجدت لحياة الإسكندر، بالإضافة إلى رسالة الإسكندر إلى أرسطو، ورسالة أرسطو إلى الإسكندر ولقاء الإسكندر مع الأمازونيات.

## فهرس
- Doufikar-Aerts، Faustina (2003). "Sīrat al-Iskandar: An Arabic Popular Romance of Alexander". Oriente Moderno. Nuova serie. ج. 22 ع. 2: 505–520. JSTOR:25817892.
- Doufikar-Aerts، Faustina (2010). "A Letter in Bits and Pieces: The Epistola Alexandri ad Aristotelem Arabica. A First Edition with Translation Based on Four 16th–18th-century Manuscripts". في R. Kerr؛ T. Milo (المحررون). Writings and Writing from Another World and Another Era in Honour of J. J. Witkam. Archetype. ص. 91–115. مؤرشف من الأصل في 2024-07-10.
- Zuwiyya، Z. David (2011). "The Alexander Romance in the Arabic Tradition". في Z. David Zuwiyya (المحرر). A Companion to Alexander Literature in the Middle Ages. Brill. ص. 73–112.

## روابط خارجية
- سيرة الاسكندر. إبراهيم بن المفاري الصري ، مخطوطات في المكتبة الوطنية الفرنسية